# Bram ten Berge
Bram L. H. ten Berge (* 9. Februar 1986 in Amsterdam) ist ein ehemaliger niederländischer Tennisspieler und heutiger Hochschuldozent.

## Karriere
Bram ten Berge gewann den niederländischen U14-Meistertitel in der Halle und wurde in derselben Altersklasse Vizemeister im Freien. Zudem war er niederländischer U16-Vizemeister sowohl in der Halle als auch im Freien. Zeitweise stand an der Spitze der niederländischen Rangliste der U14 und U16. Nach dem Schulabschluss 2004 begann er ein Studium der Klassischen Altertumswissenschaft an der University of Mississippi. Zwischen 2004 und 2006 nahm Bram ten Berge an Turnieren der ITF Future Tour teil. 2004 verlor er bei seiner ersten Teilnahme an einem Turnier der ATP International Series in Hilversum gegen den Slowaken Ladislav Švarc in der zweiten Qualifikationsrunde. 2008 gewann er zusammen mit dem Schweden Jonas Berg bei den ITA Men’s All-American Championships den Titel im Doppel. Im Mai 2008 bestritt Bram ten Berge sein letztes Turnier der ATP Challenger Tour in Tunica, als er in der ersten Qualifikationsrunde verlor.
2009 spielte er beim TV Sparta 87 Nordhorn, der am Ende der Saison Tabellenletzter der 2. Tennis-Bundesliga Nord wurde und in die Regionalliga Nord-Ost abstieg. Dort gehörte Bram ten Berge weiterhin zum Aufgebot der Herrenmannschaft, doch zog sich das Team unmittelbar vor Beginn der Saison 2010 vom Spielbetrieb zurück.
Im Mai 2009 beendete er sein Studium. und begann ein postgraduales Studium an der University of Michigan, das er im April 2016 als Ph.D. abschloss. Von 2016 bis 2017 war er als Postdoktorand am Kalamazoo College tätig. Seit 2017 ist er Assistant Professor am Hope College.